# Alipiusz (Chotowicki)
Alipiusz, imię świeckie Antonij Antonowicz Chotowicki (ur. 4 listopada?/17 listopada 1901, zm. 30 maja 1977) – prawosławny arcybiskup winnicki i bracławski. 

## Życiorys
Urodził się w rodzinie kapłana prawosławnego Antoniego Chotowickiego we wsi Dorosyn (obecnie rejon Rożyszcze, obwód wołyński). Ukończył Studium Duchowne w Mylczach (obecnie rejon starowyżowski w obwodzie chmielnickim). W 1922 został wyświęcony na kapłana przez biskupa wołyńskiego i żytomierskiego Awerkiusza (późniejszego świętego, nowomęczennika). Pracował w różnych świątyniach eparchii żytomierskiej. Za działalność w czasie II wojny światowej otrzymał medal „Za dzielną pracę w latach Wielkiej Wojny Ojczyźnianej 1941–1945”. W czasie wojny zginął na froncie jego jedyny syn. Po wojnie owdowiał. Pracował wówczas w różnych świątyniach Żytomierza i był sekretarzem eparchii żytomierskiej. Zgodnie z decyzją Świętego Synodu po złożeniu ślubów zakonnych i przyjęciu imienia Alipiusz został 14 czerwca 1958 wyświęcony na biskupa połtawskiego i krzemieńczuckiego. W czasie swej pracy pasterskiej kierował także eparchią dniepropetrowską, następnie znów połtawską, winnicką, kijowską i ponownie winnicką. W 1975 w związku z chorobą przeszedł na emeryturę i wyjechał do monasteru Zaśnięcia Matki Bożej w Odessie. Zmarł 30 maja 1977.